# Марк Аврелий Нерий Симмах
Марк Авре́лий Не́рий Си́ммах (лат. Marcus Aurelius Nerius Symmachus) — государственный деятель Римской империи начала IV века.
Имел продолжительную карьеру чиновника между 312 и 337 годами. В надписях Симмах именуется «превосходнейший муж» — лат. vir perfectissimus. Его карьера строилась в Италии, при императоре Константине I. Его последняя должность была связана с поставками продовольствия из Кампании в Рим; должность исполнялась им честно. До того, возможно, занимал должности в Риме, а также в Кампании (или, возможно, Испании) и Сицилии. Также в какой-то период служил при дворе Константина и мог иметь титул комита.
Возможно, был родственником консула 330 года Аврелия Валерия Туллиана Симмаха. Имел дочь — Нерию Цереллию Сабину.